# Zibello
Zibello är ort och frazione i kommunen Polesine Zibello i provinsen Parma i regionen Emilia-Romagna i Italien. 
Zibello upphörde som kommun den 1 januari 2016 och bildade med den tidigare kommunen Polesine Parmense den nya kommunen Polesine Zibello. Den tidigare kommunen hade 1 818 invånare (2015).